# Amerikanisches Englisch
Amerikanisches Englisch (englisch American English [əˈmɛɹɪkən ˈɪŋɡlɪʃ] anhörenⓘ, kurz AE oder AmE) ist die Standardvarietät der englischen Sprache, die in den Vereinigten Staaten von Amerika gesprochen wird. Das amerikanische Englisch ist in seiner Geschichte durch die verschiedenen englischen Dialekte seiner Einwanderer aus England, Schottland und Irland beeinflusst worden, aber auch durch Sprachkontakte mit Franzosen, Spaniern und amerikanischen Ureinwohnern. 
Das auffälligste Merkmal des amerikanischen Englisch ist die Rhotizität, d. h. der r-Laut wird auch nach Vokalen z. B. am Wortende ausgesprochen. Besonderheiten finden sich auch auf der Wortebene, z. B. sidewalk (AE) vs. pavement (BE). Obwohl das amerikanische Englisch im Vergleich zum britischen Englisch relativ homogen ist, gibt es doch auch regionale Unterschiede, wobei die größten zwischen dem Nordosten und dem Süden auf der einen Seite und der Mitte und dem Westen der USA auf der anderen Seite bestehen. Wichtige soziale Varianten des amerikanischen Englisch sind das African American Vernacular English und das Hispanic American English. 
Das amerikanische Standardenglisch wird auch als General American bezeichnet und vor allem im Westen der USA gesprochen. Zum amerikanischen Englisch gibt es seit dem Ende des 19. Jahrhunderts eine umfangreiche Forschung, darunter mehrere Wörterbücher und einen linguistischen Atlas.

## Klassifikation
Das amerikanische Englisch ist eine sogenannte nationale Variante der westgermanischen Sprache Englisch. Zusammen mit anderen nationalen Varianten des Englischen, wie etwa das britische Englisch, das australische Englisch oder das neuseeländische Englisch, wird das amerikanische Englisch auch als Varietät der plurizentrischen englischen Sprache bezeichnet. Das amerikanische Englisch zählt zu den Varietäten des Englischen, die bei der Mehrheit der Bevölkerung die Muttersprache ihrer Sprecher sind, auch wenn es in den USA erhebliche Minderheiten gibt, die andere Sprachen sprechen und Englisch als Zweitsprache erwerben, so etwa die spanisch-, französisch-, deutsch- und chinesischsprachigen Minderheiten. Das amerikanische Englisch unterscheidet sich damit von nationalen Varianten anderer Länder vor allem in Afrika und Asien, wie etwa das indische Englisch, denn diese sind zwar häufig Amtssprachen ihrer Länder und spielen eine große Rolle in den Medien und im Bildungswesen, sind aber mehrheitlich für die meisten Sprecher Zweitsprachen.
Das amerikanische Englisch ist zusammen mit dem britischen Englisch eine Hauptvarietät des Englischen. Amerikanisches Englisch wird in vielen Ländern, in denen Englisch als Zweit- oder Fremdsprache gesprochen wird, als Leitnorm betrachtet und hat vor allem in Asien das britische Englisch als Vorbild abgelöst. Der Einfluss des (amerikanischen) Englisch nimmt auch international weiter zu, was auch eine Folge seiner Verbreitung durch die amerikanisch dominierte Kinofilmindustrie und Popmusik sowie seiner Rolle als Unterrichtsprache in vielen Staaten ist.

## Geschichte
Die Entwicklung des amerikanischen Englisch ist durch verschiedene Einwandererströme aus englischsprachigen Ländern, primär Großbritannien und Irland, beeinflusst, aber auch durch Einflüsse weiterer Einwanderersprachen wie des Spanischen oder Deutschen, sowie durch Sklavenhandel nach Amerika gelangter Afrikaner. Einen geringen Einfluss auf das amerikanische Englisch hatten auch die Sprachen der amerikanischen Ureinwohner.
Die Geschichte des Englischen in Nordamerika beginnt mit der ersten erfolgreichen Gründung einer Kolonie 1607 in Jamestown in Virginia. In Virginia und den hinzukommenden Siedlungsgebieten Maryland, North und South Carolina sowie Georgia waren Tabakplantagen der wichtigste wirtschaftliche Faktor. Der Bedarf an Arbeitskräften für diese Plantagen wurde zunächst durch weiße Zwangsarbeiter gedeckt, spätestens seit der Legalisierung der Sklaverei 1661 durch Einwohner der Karibik und Westafrikas, die durch Sklavenhandel von ihren Heimatländern nach Amerika entführt wurden. Da die Sklaven häufig sehr unterschiedliche Sprachen sprachen, nutzten sie zur Verständigung englischbasierte Pidgin-Sprachen. Aus diesen Pidgins entwickelten sich später auch Kreolsprachen wie das Gullah.
Der Gründung von Jamestown folgten Siedlungen in anderen Teilen der USA, so zunächst eine Siedlung in der Gegend des heutigen Plymouth (Massachusetts) durch die sogenannten Pilgerväter. Die Siedler breiteten sich weiter in der Gegend um das heutige Boston und dann im Nordosten der heutigen USA aus, so entstanden die Kolonien Connecticut (1634), Rhode Island (1636) und New Haven (1638). Diese Kolonien bildeten für eine kurze Zeit die britische Kronkolonie Neuengland, eine Bezeichnung, die noch heute für den Nordosten der USA üblich ist. Die Kolonisten in diesen Regionen kamen hauptsächlich aus dem Osten Englands (Lincolnshire, Nottinghamshire, Essex und London) sowie einige wenige aus Mittelengland (Midlands). In den Dialekten des Englisch, die diese Siedler sprachen, wurde das <r> nach Vokalen typischerweise nicht ausgesprochen. Diese sprachliche Eigenart ist noch heute für das Englisch in Neuengland typisch.
1681 wurde die Kolonie Pennsylvania gegründet, in der sich hauptsächlich aus dem Norden Englands stammende Quäker niederließen, später gefolgt von einer größeren Zahl von schottischen Siedlern. Mit Pennsylvania entstand ein Gebiet mit mehrheitlich nordenglischen Sprechern, das zwischen Neuengland im Norden und den Kolonien im Süden lag, die beide eher durch südenglische Dialekte bestimmt waren. Diese Entwicklung führte zur noch heute weitverbreiteten ungefähre Auffächerung des amerikanischen Englisch in Northern American English, Midland American English und Southern American English: Northern American English in Neuengland sowie Teile von New York und der Norden von New Jersey, Midland American English in Pennsylvania, im Süden von New Jersey, in New York westlich des Hudson River, in den Inlandsgebieten von Maryland und Delaware und im Westen von Virginia, North Carolina, South Carolina und Georgia sowie Southern American English in den Küstengebieten von Delaware, Maryland, Virginia, North Carolina und South Carolina und Georgia.
Im 17. und 18. Jahrhundert entstanden auf dem nordamerikanischen Kontinent auch vielfältige Sprachkontakte: Zum einen kamen die englischen Siedler in Kontakt mit den amerikanischen Ureinwohnern, die selbst mehr als 300 Sprachen oder Dialekte aus über 50 Sprachfamilien sprachen. Nach anfänglich friedlichen Beziehungen folgten zunehmend gewalttätige Auseinandersetzungen, in deren Folge die Ureinwohner von den europäischen Eroberern vertrieben und ausgerottet wurden. Der Einfluss der Indianersprachen auf das Englische blieb gering und beschränkte sich hauptsächlich auf geografische Benennungen, Bezeichnungen aus der indianischen Kultur sowie Tier- und Pflanzennamen. Die Franzosen waren im Norden um den St.-Lawrence-Strom und in Louisiana präsent. Auseinandersetzungen zwischen englischen und französischen Kolonisten gipfelten im 18. Jahrhundert im French and Indian War (1754–1760), der von den Engländern gewonnen wurde. Nach dem Rückzug der Franzosen verblieb jedoch eine relativ große französische Sprachgemeinschaft auf amerikanischem Boden. Niederländer besiedelten ursprünglich die Region um das heutige New York (damals Neu-Amsterdam), während Deutsche in großer Zahl Ende des 17. Jahrhunderts in Pennsylvania siedelten. Die Spanier hatten größere Teile des Südens und des Südwestens ursprünglich kolonialisiert, bevor die Gebiete aufgrund militärischen Drucks an die USA gingen, womit eine größere Zahl Spanischsprecher nun auf dem Gebiet der USA lebten.
Mit der Unabhängigkeit der Vereinigten Staaten von Amerika 1783 entstand ein größeres, durch Patriotismus geleitetes Interesse an einem spezifisch amerikanischen Englisch. Eine bedeutende Rolle bei diesen Bemühungen, ein „amerikanisches Englisch“ zu beschreiben, spielte Noah Webster. Sein American Spelling Book und 1828 veröffentlichtes Dictionary of the American Language beeinflusste das Englisch in Amerika nachhaltig und führte zu einer im Vergleich zum britischen Englisch vereinfachten Orthografie.
Der amerikanische Bürgerkrieg 1861–1865 übte auf das amerikanische Englisch ebenfalls einen Einfluss aus, denn nach der Abschaffung der Sklaverei migrierte ein großer Teil der schwarzen Bevölkerung des Südens in die Industriestädte des Nordens. Insbesondere ab 1910 siedelten sich größere Zahlen Afroamerikaner im Norden an, so dass sich in den Städten das afroamerikanische Englisch ausbreitete.
Die weitere Geschichte des amerikanischen Englisch ist durch zwei historische Entwicklungen bestimmt: die sogenannte Westexpansion, d. h. die weitere Eroberung und Besiedlung der Gebiete im Westen der heutigen USA bis zur Pazifikküste, und die Massenimmigration in die USA. Das 19. Jahrhundert war vor allem bestimmt durch die Immigration aus Europa, so z. B. eine große Zahl von Iren, die der Hungersnot 1840 zu entkommen suchten, sowie Deutsche und Italiener, die vor den Konsequenzen der gescheiterten Revolutionen 1848/1849 flüchteten. Ab 1880 folgten große Fluchtwellen europäischer Juden, die vor den Pogromen in Europa flohen. Um 1900 war die Bevölkerung der USA auf 75 Millionen angestiegen, bis 1950 hatte sich die Bevölkerung noch einmal verdoppelt. Waren die Einwanderungswellen im 19. Jahrhundert durch Europäer dominiert, so änderte sich das in der ersten Hälfte des 20. Jahrhunderts, als neben Süd- und Osteuropäern auch Einwanderer aus Kanada, Mexiko, der Karibik und anderen Teilen Lateinamerikas in die USA kamen. Ab 1940 kamen vor allem Kanadier und Lateinamerikaner, aber auch weiterhin Europäer ins Land, ab den 1970er und 1980er Jahren dann zunehmend Immigration aus der arabischen Welt und aus Südostasien.
Die Westexpansion und die Einwanderungswellen hatten verschiedene Auswirkungen: Während man im Osten der USA noch unterschiedliche Varianten des amerikanischen Englisch beobachten kann, dominierte während der Westexpansion vor allem der Einfluss des Midamerican English. So gibt es westlich des Mississippi weniger regionale Variation, sondern eine relativ homogene Variante, in der Regel als General American bezeichnet. In den größeren städtischen Ballungszentren dagegen bildeten sich urbane Dialekte heraus, und durch die zunehmende Immigration von Menschen aus aller Welt bildeten sich Varianten von Englisch als Zweitsprache, so z. B. das sogenannte Chicano English der Hispanics.
Insgesamt hatte die Trennung des Englischen in Amerika vom Englischen seines Ursprungslandes Großbritannien unterschiedliche Konsequenzen. Zum einen ist beobachtet worden, dass das amerikanische Englisch „konservativer“ als das britische Englisch zu sein scheint. In großen Teilen der USA hat sich die Aussprache des r-Lauts nach Vokalen im Silben- und Wortende gehalten, während dies in der britischen Standardaussprache, der Received Pronunciation, verloren gegangen ist. Amerikaner sprechen either and neither noch mit dem geschlossen vorderen Vokal [i:] wie in teeth aus, während im britischen Standardenglisch ein Diphthong [aɪ] verwendet wird. Im Wortschatz des amerikanischen Englisch haben sich noch ältere Formen wie gotten statt (britisch) got gehalten; ebenso findet man noch alte Bedeutungen, die aus dem britischen Englisch verschwunden sind: mad für „ärgerlich“, sick für „krank“ (britisch: „verrückt“, „übel“). Neben diesen konservativen Tendenzen kennzeichnet das amerikanische Englisch aber auch Innovationen, wie eine Vielzahl von Lehnwörtern aus anderen europäischen Sprachen sowie den Sprachen der amerikanischen Ureinwohner zeigen. Diese haben Eingang in das amerikanische Englisch gefunden und sich über das amerikanische Englisch auch weltweit verbreitet, darunter moccasin, canoe, cookie und kreative Wortbildungen und Phrasen wie to go on the war path (dt. „auf Kriegspfad gehen“) oder to bark up the wrong tree (dt. „auf dem Holzweg sein“).

## Geografische Verteilung
Das amerikanische Englisch ist die Muttersprache der Mehrheit der Einwohner der Vereinigten Staaten von Amerika. Die Vereinigten Staaten sind mit über 260 Millionen das Land mit der mit Abstand größten Zahl englischer Muttersprachler, wobei nicht alle davon das Englische als Erstsprache erworben haben.

### Offizieller Status
Obwohl das Englische eindeutig die dominierende Sprache in den Medien, in Politik, Administration und Schulwesen ist, hat das amerikanische Englisch keinen offiziellen Status. Aufgrund seiner Verbreitung ist es aber de facto die Amtssprache der USA. Es gab zwar im 20. Jahrhundert Bestrebungen, Englisch zur offiziellen Sprache der USA zu machen, so durch das English Language Amendment, das 1982 vom Senat als Zusatzartikel zur amerikanischen Verfassung vorgelegt wurde, aber dieser Artikel ist nicht zur Abstimmung gekommen.

### Dialekte und Soziolekte
Das amerikanische Englisch wird aufgrund von Variationen in der Aussprache grob in drei regionale Varianten eingeteilt: South, North-Eastern und General American. Die südliche Variante des amerikanischen Englisch wird in Virginia, North und South Carolina, Florida, Alabama, Mississippi, Louisiana, Texas, Kentucky, Tennessee, Oklahoma, Arkansas und im südlichen Missouri gesprochen. Vor allem an der Küste ist diese Variante nicht-rhotisch, d. h. r-Laute werden wie im britischen Englisch nur vor Vokalen ausgesprochen. Auffällig sind die Vokale im Süden, so wird der Diphthong /ai/ häufig zu [a:]: [ha:] für high.
Die amerikanische Englischvariante im Nordosten wird im östlichen Neuengland und in New York gesprochen. Auch diese ist nicht-rhotisch. Diese Variante ist mehr als jeder andere amerikanische Dialekt dem britischen Standardenglisch am ähnlichsten. In Neuengland, aber nicht in New York, werden Wörter wie bard, dance, path ebenso wie calm und father mit einem offenen [a:] ausgesprochen.
Im restlichen Teil der USA (in der Mitte und im Westen) wird eine Variante gesprochen, die häufig mit General American gleichgesetzt wird. General American ist eine Art Standardvariante des amerikanischen Englisch, die von gebildeten Mittelschichtamerikanern gesprochen wird und relativ frei ist von eindeutigen geografischen Merkmalen. In der Mitte und im Westen wird eine regionale Variante gesprochen, die diesem General American am nächsten ist, aber es gibt dennoch einige regionale Variation. General American ist die geografische Variante, die in der Regel als Grundlage dient, um die Aussprache des amerikanischen Englisch zu beschreiben. Neuere Studien haben jedoch gezeigt, dass das amerikanische Englisch in der Mitte und im Westen der USA keineswegs so uniform ist, wie ältere Publikationen annahmen. Vor allem das urbane Englisch in den größeren Städten unter jüngeren Sprechern, z. B. in Boston, Philadelphia, Atlanta, Detroit, Chicago und San Francisco, ist inzwischen sehr divers und hat eigene Charakteristika entwickelt.
Das kanadische Englisch wird in der Literatur unterschiedlich behandelt. In einigen Publikationen wird es als eigenständige, vom amerikanischen Englisch separate Variante des Englischen gesehen. In anderen Publikationen wird das kanadische Englisch als weiterer Dialekt des amerikanischen Englisch gesehen. Häufig werden dann amerikanisches und kanadisches Englisch zur nordamerikanischen Variante des Englischen zusammengefasst.
Neben den genannten Dialekten des amerikanischen Englisch findet man auch noch Varianten des amerikanischen Englisch, die keine eindeutig geografischen Varianten sind. Das afroamerikanische Englisch hat seine Ursprünge im Süden und teilt mit dieser geografischen Variante viele Eigenschaften, aber es wird auch in vielen Großstädten des Nordens gesprochen. Außerdem ist es auf eher niedrige soziale Schichten beschränkt, weshalb sich auch der Ausdruck African American Vernacular English eingeprägt hat, der ausdrücken soll, dass diese Englischvariante nicht von allen Afroamerikanern gesprochen wird.
Neben dem afroamerikanischen Englisch ist auch das Hispanic American English eine Variante, die zwar schwerpunktmäßig im Süden der USA gesprochen wird, aber keine geografische Variante im engeren Sinne ist. Hispanic American English ist gleichzeitig eine soziale und ethnische Varietät, denn sie wird hauptsächlich von Amerikanern mit spanischen Wurzeln gesprochen. (In der älteren Literatur wird auch von Chicano English gesprochen.) Hispanic American English zeichnet sich durch Einflüsse des Spanischen in Aussprache und Wortschatz aus.
Trotz dieser regionalen Variation ist das amerikanische Englisch im Vergleich zum britischen Englisch wesentlich homogener. So sagen die Linguisten Peter Trudgill und Jean Hannah in ihrer Übersicht über die internationalen Varianten des Englischen, dass man in Großbritannien die Herkunft einer Person aufgrund ihrer Aussprache häufig bis auf 15 km Genauigkeit bestimmen könne. Im amerikanischen Osten sei dies nur auf eine Distanz von ungefähr 200 km möglich, im amerikanischen Westen fast gar nicht.

## Phonetik und Phonologie
Das amerikanische Englisch hat einige Eigenheiten, die es gegenüber anderen Varietäten des Englischen abgrenzen. Besonders charakteristisch für das amerikanische Englisch sind die Aussprache des r-Lauts und das Flapping:
Die meisten Varietäten des amerikanischen Englisch weisen wie das schottische, irische und kanadische Englisch einen rhotischen Akzent auf, im Gegensatz zu den überwiegend nicht-rhotischen Akzenten von England, Wales, Australien, Neuseeland und Südafrika. Einige regionale Akzente des Amerikanischen sind jedoch nicht rhotisch, so in Teilen Neuenglands, New Yorks und der Südstaaten.
Eine der auffälligsten Eigenschaften ist das Flapping: Im Amerikanischen werden die Konsonanten(gruppen) t, tt und d zwischen zwei Vokalen in den meisten Fällen wie [ɾ] ausgesprochen, sofern der zweite Vokal unbetont ist (und bei d und t auch nach einem r), Beispiele: tomato [tʰəˈmeɪ̯ɾoʊ̯], pretty [ˈpɹɪɾi], lady [ˈleɪ̯ɾi] und order [ˈɔɹɾɚ]. Dies gilt auch für aufeinander folgende Wörter im Satz, wie z. B. I get it. [ˌʔaɪ̯ ˈɡɛɾɪˀ]. Der Tap ähnelt in deutschen Ohren eher einem /d/: So hören sich city, better, battle und party mehr wie siddy, bedder, baddle und pardy an.
Die folgenden Beschreibungen beziehen sich auf die im Englischen als General American bezeichnete Varietät des amerikanischen Englisch, die üblicherweise als Pendant zur britischen received pronunciation herangezogen wird.

### Konsonanten

#### Plosive
| IPA-Umschrift | Art                           | Beispiele      | Beispiele                      | Beispiele              |
| ------------- | ----------------------------- | -------------- | ------------------------------ | ---------------------- |
| [p]           | stimmloser bilabialer Plosiv  | pin [pʰɪn]     | happy [ˈhæpi]                  | tip [tʰɪp]             |
| [t]           | stimmloser alveolarer Plosiv  | tin [tʰɪn]     | melted [ˈmɛɫtɪd]               | pit [pʰɪˀ] oder [pʰɪt] |
| [k]           | stimmloser velarer Plosiv     | kin [kʰɪn]     | bacon [ˈbeɪ̯kən]                | pick [pʰɪk]            |
| [b]           | stimmhafter bilabialer Plosiv | boy [bɔɪ̯]      | rabbit [ˈɹʷæbɪˀ] oder [ɹʷæbɪt] | rib [ɹʷɪb]             |
| [d]           | stimmhafter alveolarer Plosiv | dog [dɒg]      | spider [ˈspaɪ̯ɾɚ]               | rid [ɹʷɪd]             |
| [g]           | stimmhafter velarer Plosiv    | girl [gɚɫ]     | tiger [ˈtʰaɪ̯gɚ]                | rig [ɹɪg]              |
| [ʔ]           | stimmloser glottaler Plosiv   | cotton [kʰɑʔn̩] | mountain [ˈmaʊ̯nʔn̩]             | grit [ɡɹɪˀ]            |

Anmerkungen:
- Stimmlose Plosive ([p], [t] und [k]) werden in betonter Position sowie am Anfang eines Wortes aspiriert: [pʰ], [tʰ], [kʰ]
- Am Ende eines Wortes kann der Laut [t] „gestoppt“ werden, so dass er nicht als eigentliches [t] (wie im British English oder auch im Deutschen), sondern als stimmloser glottaler Plosiv ([ʔ]) zu hören ist; Beispiele hierfür sind put [pʰʊʔ], cut [kʰʌʔ], what [wʌʔ] und button [ˈbʌʔn̩].[27]
- Der Laut [p] kann – ähnlich wie bei [t] – am Ende des Wortes angehalten werden: Die Lippen werden für den Laut zwar in die passende Position gebracht, allerdings wird der Laut nicht so stark (wie bspw. im britischen Englisch) betont; dies ist z. B. bei cup, stop und lip der Fall.
- Nach einem „n“ (und vor einem Vokal) entfällt der [t]-Laut oft gänzlich:[28] center [ˈsɛn(t)ɚ], advantage [ædˈvɛə̯n(t)ɪd͡ʒ], interview [ˈɪn(t)ɚˌvjuː].

#### Affrikaten
| IPA-Umschrift | Art                                  | Beispiele      | Beispiele          | Beispiele      |
| ------------- | ------------------------------------ | -------------- | ------------------ | -------------- |
| [t͡ʃ]          | stimmlose palatoalveolare Affrikata  | child [t͡ʃaɪ̯ɫd] | nature [ˈneɪ̯t͡ʃɚ]   | teach [tʰit͡ʃ]  |
| [d͡ʒ]          | stimmhafte palatoalveolare Affrikata | joy [d͡ʒɔɪ̯]     | soldier [ˈsoʊ̯ɫd͡ʒɚ] | bridge [bɹɪd͡ʒ] |

#### Frikative
| IPA-Umschrift | Art                                   | Beispiele            | Beispiele            | Beispiele                      | Beispiele                      | Beispiele            | Beispiele            |
| ------------- | ------------------------------------- | -------------------- | -------------------- | ------------------------------ | ------------------------------ | -------------------- | -------------------- |
| [f]           | stimmloser labiodentaler Frikativ     | fit [fɪˀ] oder [fɪt] | fit [fɪˀ] oder [fɪt] | gopher [ˈgoʊ̯fɚ]                | gopher [ˈgoʊ̯fɚ]                | rough [ɹʷʌf]         | rough [ɹʷʌf]         |
| [θ]           | stimmloser dentaler Frikativ          | thin [θɪn]           | thin [θɪn]           | ether [ˈ(ʔ)iːθɚ]               | ether [ˈ(ʔ)iːθɚ]               | mouth [maʊ̯θ]         | mouth [maʊ̯θ]         |
| [s]           | stimmloser alveolarer Frikativ        | sit [sɪˀ] oder [sɪt] | sit [sɪˀ] oder [sɪt] | tassel [ˈtʰæsɫ̩]                | tassel [ˈtʰæsɫ̩]                | kiss [kʰɪs]          | kiss [kʰɪs]          |
| [ʃ]           | stimmloser palatoalveolarer Frikativ  | ship [ʃɪp]           | ship [ʃɪp]           | issue [ˈ(ʔ)ɪʃu]                | issue [ˈ(ʔ)ɪʃu]                | rash [ɹʷæʃ]          | rash [ɹʷæʃ]          |
| [v]           | stimmhafter labiodentaler Frikativ    | van [vɛə̯n]           | van [vɛə̯n]           | gavel [ˈgæv(ə)ɫ̩]               | gavel [ˈgæv(ə)ɫ̩]               | have [hæv]           | have [hæv]           |
| [ð]           | stimmhafter dentaler Frikativ         | these [ðiːz]         | these [ðiːz]         | either [ˈ(ʔ)iːðɚ] oder [ˈaɪ̯ðɚ] | either [ˈ(ʔ)iːðɚ] oder [ˈaɪ̯ðɚ] | bathe [beɪ̯ð]         | bathe [beɪ̯ð]         |
| [z]           | stimmhafter alveolarer Frikativ       | zip [zɪp]            | zip [zɪp]            | hazel [ˈheɪ̯zəɫ]                | hazel [ˈheɪ̯zəɫ]                | was [wʌz] oder [wɑz] | was [wʌz] oder [wɑz] |
| [ʒ]           | stimmhafter palatoalveolarer Frikativ | genre [ˈ(d)ʒɒnɹə]    | genre [ˈ(d)ʒɒnɹə]    | azure [ˈʔæʒɚ]                  | azure [ˈʔæʒɚ]                  | beige [beɪ̯ʒ]         | beige [beɪ̯ʒ]         |
| [h]           | stimmloser glottaler Frikativ         | hit [hɪˀ] oder [hɪt] | hit [hɪˀ] oder [hɪt] | hit [hɪˀ] oder [hɪt]           | ahead [(ʔ)əˈhɛd]               | ahead [(ʔ)əˈhɛd]     | ahead [(ʔ)əˈhɛd]     |

#### Nasale
| IPA-Umschrift | Art              | Beispiele                       | Beispiele                       | Beispiele                       | Beispiele       | Beispiele       | Beispiele       |
| ------------- | ---------------- | ------------------------------- | ------------------------------- | ------------------------------- | --------------- | --------------- | --------------- |
| [m]           | bilabialer Nasal | medium [ˈmidiə̯m] oder [ˈmiɾɪə̯m] | medium [ˈmidiə̯m] oder [ˈmiɾɪə̯m] | medium [ˈmidiə̯m] oder [ˈmiɾɪə̯m] | hammer [ˈhɛə̯mɚ] | hammer [ˈhɛə̯mɚ] | hammer [ˈhɛə̯mɚ] |
| [n]           | alveolarer Nasal | nation [ˈneɪ̯ʃən]                | nation [ˈneɪ̯ʃən]                | nation [ˈneɪ̯ʃən]                | funny [ˈfʌni]   | funny [ˈfʌni]   | funny [ˈfʌni]   |
| [ŋ]           | velarer Nasal    | singer [ˈsɪŋɚ]                  | singer [ˈsɪŋɚ]                  | finger [ˈfɪŋgɚ]                 | finger [ˈfɪŋgɚ] | think [θɪŋk]    | think [θɪŋk]    |

Anmerkungen:
- [n] kann auch einen Silbengipfel bilden, z. B. button [ˈbʌʔn̩].
- [ŋ] kann umgangssprachlich – vor allem bei Gerundien (wie going, trying usw.) – zu einem einfachen [n] werden; Beispiel: morning [ˈmɔɹnɪŋ] wird zu [ˈmɔɹnɪn] (daher auch manchmal mornin geschrieben).

#### Approximanten
| IPA-Umschrift | Art                                  | Beispiele                      | Beispiele                      | Beispiele                      | Beispiele        | Beispiele        | Beispiele        |
| ------------- | ------------------------------------ | ------------------------------ | ------------------------------ | ------------------------------ | ---------------- | ---------------- | ---------------- |
| [l]           | alveolarer Lateral                   | legal [ˈliːgəɫ] oder [ˈɫiːgəɫ] | legal [ˈliːgəɫ] oder [ˈɫiːgəɫ] | legal [ˈliːgəɫ] oder [ˈɫiːgəɫ] | silly [ˈsɪɫi]    | silly [ˈsɪɫi]    | silly [ˈsɪɫi]    |
| [ɫ]           | alveolarer Lateral mit Velarisierung | well [wɛɫ]                     | well [wɛɫ]                     | moldy [ˈmoʊ̯ɫdi]                | moldy [ˈmoʊ̯ɫdi]  | riddle [ˈɹʷɪɾəɫ] | riddle [ˈɹʷɪɾəɫ] |
| [ɾ]           | alveolarer Flap                      | atom [ˈ(ʔ)æɾəm]                | atom [ˈ(ʔ)æɾəm]                | better [ˈbɛɾɚ]                 | better [ˈbɛɾɚ]   | party [ˈpʰɑɹɾi]  | party [ˈpʰɑɹɾi]  |
| [ɹ]           | alveolarer zentraler Approximant     | run [ɹʌn]                      | run [ɹʌn]                      | merry [ˈmɛɹi]                  | merry [ˈmɛɹi]    | car [kʰɑɹ]       | car [kʰɑɹ]       |
| [j]           | palataler Halbvokal                  | yet [jɛˀ] oder [jɛt]           | yet [jɛˀ] oder [jɛt]           | beyond [biˈjɑnd]               | beyond [biˈjɑnd] | few [fju]        | few [fju]        |
| [w]           | labiovelarer Halbvokal               | win [wɪn]                      | win [wɪn]                      | swim [swɪm]                    | swim [swɪm]      | away [(ʔ)əˈweɪ]  | away [(ʔ)əˈweɪ]  |

Anmerkungen:
- [l] wird am Ende eines Wortes/einer Silbe (vor einem Konsonanten) „dunkel“ ausgesprochen (als so genannter „stimmhafter velarisierter lateraler alveolarer Approximant“, dargestellt durch ɫ). Viele Sprecher wenden diesen Laut auf jedes „l“ an.
- [ɫ] kann auch einen Silbengipfel bilden, z. B. pickle [ˈpʰɪk(ə)ɫ̩].
- [ɾ] kommt als Variante von [t] und [d] vor unbetontem Vokal vor (siehe oben Flapping).
- [ɹ] wird am Wortanfang labialisiert (mit Lippenrundung gesprochen) und als Silbengipfel meist als [ɚ] ausgesprochen (siehe R-gefärbte Vokale unten).
- Bei einer Minderheit der amerikanischen Sprecher wird wh- noch als [hw] ausgesprochen, z. B. white [hwaɪ̯t]. Ausnahmen sind Wörter wie who [huː] und whole [hoʊ̯l]. Ansonsten wird wh-, wie auch im Britisch-Englischen, als [w] ausgesprochen, sodass whine und wine identisch als [waɪ̯n] ausgesprochen werden.

### Vokale

#### Ungespannt
In betonten einsilbigen Wörtern müssen ungespannte Vokale vor einem Konsonanten stehen, z. B. bit [bɪt], cap [kʰæp]. *[bɪ] oder *[kʰæ] sind keine möglichen Wörter des Amerikanischen.
| IPA-Umschrift                  | Art                                                                      | Beispiele               | Beispiele               | Beispiele               | Beispiele              | Beispiele              | Beispiele         | Beispiele         | Beispiele         | Beispiele         | Beispiele         | Beispiele             | Beispiele             | Beispiele             | Beispiele             | Beispiele             |
| ------------------------------ | ------------------------------------------------------------------------ | ----------------------- | ----------------------- | ----------------------- | ---------------------- | ---------------------- | ----------------- | ----------------- | ----------------- | ----------------- | ----------------- | --------------------- | --------------------- | --------------------- | --------------------- | --------------------- |
| [ɪ]                            | hoher vorderer ungerundeter ungespannter Vokal (betont oder unbetont)    | chit [t͡ʃɪˀ] oder [t͡ʃɪt] | chit [t͡ʃɪˀ] oder [t͡ʃɪt] | chit [t͡ʃɪˀ] oder [t͡ʃɪt] | busy [ˈbɪzi]           | busy [ˈbɪzi]           | busy [ˈbɪzi]      | women [ˈwɪmən]    | women [ˈwɪmən]    | women [ˈwɪmən]    | panic [ˈpʰɛə̯nɪk]  | panic [ˈpʰɛə̯nɪk]      | panic [ˈpʰɛə̯nɪk]      | swimming [ˈswɪmɪŋ]    | swimming [ˈswɪmɪŋ]    | swimming [ˈswɪmɪŋ]    |
| [ɛ]                            | mittlerer vorderer ungerundeter ungespannter Vokal (immer betont)        | bet [bɛˀ] oder [bɛt]    | bet [bɛˀ] oder [bɛt]    | bet [bɛˀ] oder [bɛt]    | bet [bɛˀ] oder [bɛt]   | bet [bɛˀ] oder [bɛt]   | said [sɛd]        | said [sɛd]        | said [sɛd]        | said [sɛd]        | said [sɛd]        | any [ˈ(ʔ)ɛni]         | any [ˈ(ʔ)ɛni]         | any [ˈ(ʔ)ɛni]         | any [ˈ(ʔ)ɛni]         | any [ˈ(ʔ)ɛni]         |
| [æ] ([ɛə~eə] vor [n] oder [m]) | mitteltiefer vorderer ungerundeter ungespannter Vokal (immer betont)     | bat [bæˀ] oder [bæt]    | bat [bæˀ] oder [bæt]    | bat [bæˀ] oder [bæt]    | bat [bæˀ] oder [bæt]   | bat [bæˀ] oder [bæt]   | man [mɛə̯n]        | man [mɛə̯n]        | man [mɛə̯n]        | man [mɛə̯n]        | man [mɛə̯n]        | drank [dɹæŋk]         | drank [dɹæŋk]         | drank [dɹæŋk]         | drank [dɹæŋk]         | drank [dɹæŋk]         |
| [ʊ]                            | hoher hinterer gerundeter ungespannter Vokal (immer betont)              | put [pʰʊˀ] oder [pʰʊt]  | put [pʰʊˀ] oder [pʰʊt]  | put [pʰʊˀ] oder [pʰʊt]  | put [pʰʊˀ] oder [pʰʊt] | put [pʰʊˀ] oder [pʰʊt] | book [bʊk]        | book [bʊk]        | book [bʊk]        | book [bʊk]        | book [bʊk]        | woman [ˈwʊmən]        | woman [ˈwʊmən]        | woman [ˈwʊmən]        | woman [ˈwʊmən]        | woman [ˈwʊmən]        |
| [ə]                            | mittlerer zentraler ungerundeter ungespannter Vokal (immer unbetont)     | idea [(ʔ)aɪ̯ˈdiə̯]        | idea [(ʔ)aɪ̯ˈdiə̯]        | idea [(ʔ)aɪ̯ˈdiə̯]        | idea [(ʔ)aɪ̯ˈdiə̯]       | idea [(ʔ)aɪ̯ˈdiə̯]       | several [ˈsɛvɹəɫ] | several [ˈsɛvɹəɫ] | several [ˈsɛvɹəɫ] | several [ˈsɛvɹəɫ] | several [ˈsɛvɹəɫ] | Christmas [ˈkʰɹɪsməs] | Christmas [ˈkʰɹɪsməs] | Christmas [ˈkʰɹɪsməs] | Christmas [ˈkʰɹɪsməs] | Christmas [ˈkʰɹɪsməs] |
| [ʌ]                            | mittlerer zentralhinterer ungerundeter ungespannter Vokal (immer betont) | but [bʌˀ] oder [bʌt]    | but [bʌˀ] oder [bʌt]    | but [bʌˀ] oder [bʌt]    | but [bʌˀ] oder [bʌt]   | but [bʌˀ] oder [bʌt]   | cover [ˈkʰʌvɚ]    | cover [ˈkʰʌvɚ]    | cover [ˈkʰʌvɚ]    | cover [ˈkʰʌvɚ]    | cover [ˈkʰʌvɚ]    | enough [(ʔ)əˈnʌf]     | enough [(ʔ)əˈnʌf]     | enough [(ʔ)əˈnʌf]     | enough [(ʔ)əˈnʌf]     | enough [(ʔ)əˈnʌf]     |
| [ɑ]                            | tiefer zentralhinterer ungerundeter ungespannter Vokal (immer betont)    | pot [pʰɑˀ] oder [pʰɑt]  | pot [pʰɑˀ] oder [pʰɑt]  | pot [pʰɑˀ] oder [pʰɑt]  | pot [pʰɑˀ] oder [pʰɑt] | pot [pʰɑˀ] oder [pʰɑt] | father [ˈfɑðɚ]    | father [ˈfɑðɚ]    | father [ˈfɑðɚ]    | father [ˈfɑðɚ]    | father [ˈfɑðɚ]    | calm [kʰɑ(l)m]        | calm [kʰɑ(l)m]        | calm [kʰɑ(l)m]        | calm [kʰɑ(l)m]        | calm [kʰɑ(l)m]        |

Anmerkung: [ɑ] darf in ein paar betonten einsilbigen Wörtern auch ohne folgenden Konsonanten stehen, z. B. spa [spɑ], bra [bɹɑ]

#### Gespannte Vokale und Diphthonge
| IPA-Umschrift  | Art | Beispiele                    | Beispiele                    | Beispiele                    | Beispiele                    | Beispiele                 | Beispiele                 | Beispiele          | Beispiele          | Beispiele        | Beispiele        | Beispiele        | Beispiele        |
| -------------- | --- | ---------------------------- | ---------------------------- | ---------------------------- | ---------------------------- | ------------------------- | ------------------------- | ------------------ | ------------------ | ---------------- | ---------------- | ---------------- | ---------------- |
| [i(ː)]         | hoher vorderer ungerundeter gespannter Vokal (betont und unbetont)                                                   | beat [biːˀ] oder [biːt]      | beat [biːˀ] oder [biːt]      | beat [biːˀ] oder [biːt]      | beat [biːˀ] oder [biːt]      | people [ˈpʰip(ə)ɫ]        | people [ˈpʰip(ə)ɫ]        | people [ˈpʰip(ə)ɫ] | people [ˈpʰip(ə)ɫ] | city [ˈsɪɾi]     | city [ˈsɪɾi]     | city [ˈsɪɾi]     | city [ˈsɪɾi]     |
| [e]            | mittlerer vorderer ungerundeter gespannter Vokal (fast nur in Diphthongen, immer betont)                             | bait [beɪ̯ˀ] oder [beɪ̯t]      | bait [beɪ̯ˀ] oder [beɪ̯t]      | bait [beɪ̯ˀ] oder [beɪ̯t]      | bait [beɪ̯ˀ] oder [beɪ̯t]      | bait [beɪ̯ˀ] oder [beɪ̯t]   | bait [beɪ̯ˀ] oder [beɪ̯t]   | break [bɹeɪ̯k]      | break [bɹeɪ̯k]      | break [bɹeɪ̯k]    | break [bɹeɪ̯k]    | break [bɹeɪ̯k]    | break [bɹeɪ̯k]    |
| [ɔ]            | tiefer hinterer gerundeter gespannter Vokal (immer betont)                                                           | bought [bɒˀ] oder [bɒt]      | bought [bɒˀ] oder [bɒt]      | bought [bɒˀ] oder [bɒt]      | bought [bɒˀ] oder [bɒt]      | broad [brɒd]              | broad [brɒd]              | broad [brɒd]       | broad [brɒd]       | talk [tʰɒk]      | talk [tʰɒk]      | talk [tʰɒk]      | talk [tʰɒk]      |
| [o]            | mittlerer hinterer gerundeter gespannter Vokal (fast nur in Diphthongen, betont und unbetont)                        | boat [boʊ̯ˀ] oder [boʊ̯t]      | boat [boʊ̯ˀ] oder [boʊ̯t]      | boat [boʊ̯ˀ] oder [boʊ̯t]      | boat [boʊ̯ˀ] oder [boʊ̯t]      | sew [soʊ̯]                 | sew [soʊ̯]                 | sew [soʊ̯]          | sew [soʊ̯]          | shadow [ˈʃædoʊ̯]  | shadow [ˈʃædoʊ̯]  | shadow [ˈʃædoʊ̯]  | shadow [ˈʃædoʊ̯]  |
| [u]            | hoher hinterer gerundeter gespannter Vokal (betont und unbetont)                                                     | boot [buːˀ] oder [buːt]      | boot [buːˀ] oder [buːt]      | boot [buːˀ] oder [buːt]      | beauty [ˈbjuɾi]              | beauty [ˈbjuɾi]           | beauty [ˈbjuɾi]           | Hindu [ˈhɪndu]     | Hindu [ˈhɪndu]     | Hindu [ˈhɪndu]   | venue [ˈvɛnju]   | venue [ˈvɛnju]   | venue [ˈvɛnju]   |
| [aɪ̯]           | von tiefer vorderer zu mittelhoher vorderer Stelle gleitender ungerundeter Diphthong (betont und unbetont)           | bite [baɪ̯ˀ] oder [baɪ̯t]      | bite [baɪ̯ˀ] oder [baɪ̯t]      | bite [baɪ̯ˀ] oder [baɪ̯t]      | bite [baɪ̯ˀ] oder [baɪ̯t]      | bite [baɪ̯ˀ] oder [baɪ̯t]   | bite [baɪ̯ˀ] oder [baɪ̯t]   | idea [(ʔ)aɪ̯ˈdiə]   | idea [(ʔ)aɪ̯ˈdiə]   | idea [(ʔ)aɪ̯ˈdiə] | idea [(ʔ)aɪ̯ˈdiə] | idea [(ʔ)aɪ̯ˈdiə] | idea [(ʔ)aɪ̯ˈdiə] |
| [aʊ̯] oder [æʊ̯] | von tiefer vorderer ungerundeter zu mittelhoher hinterer gerundeter Stelle gleitender Diphthong (immer betont)       | pout [pʰaʊ̯ˀ] oder [pʰaʊ̯t]    | pout [pʰaʊ̯ˀ] oder [pʰaʊ̯t]    | pout [pʰaʊ̯ˀ] oder [pʰaʊ̯t]    | pout [pʰaʊ̯ˀ] oder [pʰaʊ̯t]    | pout [pʰaʊ̯ˀ] oder [pʰaʊ̯t] | pout [pʰaʊ̯ˀ] oder [pʰaʊ̯t] | plow [pʰɫaʊ̯]       | plow [pʰɫaʊ̯]       | plow [pʰɫaʊ̯]     | plow [pʰɫaʊ̯]     | plow [pʰɫaʊ̯]     | plow [pʰɫaʊ̯]     |
| [ɔɪ̯]           | von mitteltiefer hinterer gerundeter zu mittelhoher vorderer ungerundeter Stelle gleitender Diphthong (immer betont) | point [pʰɔɪ̯nˀ] oder [pʰɔɪ̯nt] | point [pʰɔɪ̯nˀ] oder [pʰɔɪ̯nt] | point [pʰɔɪ̯nˀ] oder [pʰɔɪ̯nt] | point [pʰɔɪ̯nˀ] oder [pʰɔɪ̯nt] | toy [tʰɔɪ̯]                | toy [tʰɔɪ̯]                | toy [tʰɔɪ̯]         | toy [tʰɔɪ̯]         | boil [bɔɪ̯ɫ]      | boil [bɔɪ̯ɫ]      | boil [bɔɪ̯ɫ]      | boil [bɔɪ̯ɫ]      |

Anmerkungen:
- [e] wird häufig diphthongisch [eɪ̯] ausgesprochen, besonders in offenen Silben: day [deɪ̯]
- Zu [ɔ]: Normalerweise entspricht dem britischen [ɒ] das amerikanische [ɑ], wie z. B. in lot [lɑˀ], John [dʒɑn] usw. Aber in einer Reihe von Wörtern wie cloth, lost, off, gone, dog, long, chocolate usw. weist AE gespanntes [ɔ] auf, wo BE ungespanntes [ɒ] zeigt: [kʰlɒθ, lɒst, ɒf, gɒn, dɒg, lɒŋ, t͡ʃɒkləˀ]. Bei vielen Wörtern herrscht Uneinigkeit unter Sprechern des Amerikanischen; das Wort on wird im Norden (New York, Connecticut, New Jersey) [ɑn] ausgesprochen, im Süden (Virginia, North Carolina und South Carolina) dagegen [ɒn~ɔən].
- Viele Sprecher des Amerikanischen kennen keinen Unterschied zwischen [ɑ] und [ɔ]. Bei ihnen werden Paare wie cot/caught, Don/Dawn identisch ausgesprochen: je nach Region entweder als [kʰɑt, dɑn] oder als [kʰɒt, dɒn].
- [o] wird häufig diphthongisch [oʊ~ʌʊ] ausgesprochen, besonders in offenen Silben: dough [doʊ̯].
- zu [u]: Im Amerikanischen kommt oftmals kein [j] zwischen [d, t, n] und [u] vor: tune [tʰuːn], duty [ˈduːɾi], new [nuː].

#### R-gefärbte (r-colored) Vokale
| IPA-Umschrift    | Art                                                             | Beispiele                 | Beispiele                 | Beispiele                 | Beispiele                           | Beispiele                           | Beispiele                           |
| ---------------- | --------------------------------------------------------------- | ------------------------- | ------------------------- | ------------------------- | ----------------------------------- | ----------------------------------- | ----------------------------------- |
| [ɚ~ɝ]            | betonter silbischer Gegenwert zu [ɹ]                            | bird [bɚd]                | bird [bɚd]                | hurry [ˈhɚ(ɹ)i]           | hurry [ˈhɚ(ɹ)i]                     | furry [ˈfɚ(ɹ)i]                     | furry [ˈfɚ(ɹ)i]                     |
| [ɚ]              | unbetonter silbischer Gegenwert zu [ɹ]                          | water [ˈwɒɾɚ]             | water [ˈwɒɾɚ]             | further [ˈfɚðɚ]           | further [ˈfɚðɚ]                     | perverse [pʰɚˈvɚs]                  | perverse [pʰɚˈvɚs]                  |
| [iɚ]             | Anfang zwischen [ɪ] und [i], Ende wie [ɚ], aber alles einsilbig | beard [biɚd]              | beard [biɚd]              | beard [biɚd]              | spirit [ˈspiɚ(ɹ)ɪt]                 | spirit [ˈspiɚ(ɹ)ɪt]                 | spirit [ˈspiɚ(ɹ)ɪt]                 |
| [ɛɹ] und [ɛɚ]    | Anfang wie [ɛ], Ende wie [ɚ], aber alles einsilbig              | scarce [skɛɚs]            | scarce [skɛɚs]            | scarce [skɛɚs]            | very [ˈvɛɹi]                        | very [ˈvɛɹi]                        | very [ˈvɛɹi]                        |
| [ɑɹ]             | Anfang wie [ɑ], Ende wie [ɚ], aber alles einsilbig              | bard [bɑɹd]               | bard [bɑɹd]               | starry [stɑɹi]            | starry [stɑɹi]                      | tomorrow [tʰəˈmɑɹoʊ̯]                | tomorrow [tʰəˈmɑɹoʊ̯]                |
| [ɔɹ] oder [oɹ]   | Anfang zwischen [ɔ] und [o], Ende wie [ɹ], aber alles einsilbig | board [bɔɹd]              | board [bɔɹd]              | horse [hɔɹs]              | horse [hɔɹs]                        | forest [ˈfɔɹəst]                    | forest [ˈfɔɹəst]                    |
| [uɚ]             | Anfang zwischen [ʊ] und [u], Ende wie [ɚ], aber alles einsilbig | poor [pʰuɚ] oder [pʰoɹ]   | poor [pʰuɚ] oder [pʰoɹ]   | poor [pʰuɚ] oder [pʰoɹ]   | tourist [ˈtʰuɚɹɪst] oder [ˈtʰʊɹɪst] | tourist [ˈtʰuɚɹɪst] oder [ˈtʰʊɹɪst] | tourist [ˈtʰuɚɹɪst] oder [ˈtʰʊɹɪst] |
| [aɪɹ] oder [aɪɚ] | Anfang wie [aɪ], Ende wie [ɚ]                                   | fire [ˈfaɪɹ] oder [ˈfaɪɚ] | fire [ˈfaɪɹ] oder [ˈfaɪɚ] | fire [ˈfaɪɹ] oder [ˈfaɪɚ] | higher [ˈhaɪɹ] oder [ˈhaɪɚ]         | higher [ˈhaɪɹ] oder [ˈhaɪɚ]         | higher [ˈhaɪɹ] oder [ˈhaɪɚ]         |
| [aʊɹ] oder [aʊɚ] | Anfang wie [aʊ], Ende wie [ɚ]                                   | sour [ˈsaʊɹ] oder [ˈsaʊɚ] | sour [ˈsaʊɹ] oder [ˈsaʊɚ] | sour [ˈsaʊɹ] oder [ˈsaʊɚ] | power [ˈpʰaʊɹ] oder [ˈpʰaʊɚ]        | power [ˈpʰaʊɹ] oder [ˈpʰaʊɚ]        | power [ˈpʰaʊɹ] oder [ˈpʰaʊɚ]        |

Anmerkungen:
- Die außerhalb Nordamerikas und regional in den Vereinigten Staaten verbreitete Unterscheidung von Mary, merry und marry ist im Standard-Amerikanischen nicht erhalten: Alle drei werden gleich als [ˈmɛɹi] ausgesprochen.[29]
- Bei vielen Amerikanern wird [ʊɹ] zu [ɚ], besonders nach palatalen Lauten: sure [ʃɚ], fury [ˈfjɚ(ɹ)i], Europe [ˈjɚ(ɹ)əp].
- Es ist unklar, ob die Gruppen [aɪɹ]/[aɪɚ] und [aʊɹ]/[aʊɚ] als ein- oder zweisilbig zu betrachten sind.

Die Aussprache des amerikanischen Englisch weist große Ähnlichkeiten zu jener des Nachbarlandes Kanada auf, weshalb beide auch in der Literatur manchmal als nordamerikanisches Englisch zusammengefasst werden.

## Grammatik
Die Grammatik des amerikanischen Englisch stimmt im Wesentlichen mit der Grammatik des britischen Englisch überein, aber es gibt auch einige Eigenheiten, die für das amerikanische Englisch typisch sind. Dazu zählen beispielsweise:
- Im amerikanischen Englisch werden im Gegensatz zum britischen Englisch regelmäßige Vergangenheitsformen bevorzugt, also spilled, burned und leaped statt spilt, burnt und leapt.
- Im amerikanischen Englisch wird für das Futur nur will verwendet, während im britischen Englisch auch noch shall verwendet wird.
- In der Umgangssprache findet man Adjektive, die in adverbialer Funktion verwendet werden: He looks real nice (statt He looks really nice).

Zwischen britischem und amerikanischem Englisch zeigen sich außerdem deutliche Unterschiede im Gebrauch der Präpositionen wie etwa bei den folgenden Beispielen:
| Amerikanisches Englisch | Britisches Englisch | Deutsche Übersetzung   |
| ----------------------- | ------------------- | ---------------------- |
| on the street           | in the street       | auf der Straße         |
| a knock on the door     | a knock at the door | ein Klopfen an der Tür |
| chat with               | chat to             | unterhalten mit        |

## Wortschatz
Der Wortschatz der amerikanischen Sprache stimmt zu großen Teilen mit dem Wortschatz der anderen Varietäten des Englischen wie dem britischen Englisch überein. Es gibt allerdings ein paar Abweichungen. Bekannte Beispiele sind:
| Amerikanisches Englisch | Britisches Englisch | Deutsch           |
| ----------------------- | ------------------- | ----------------- |
| cookie                  | (sweet) biscuit     | (süßer) Keks      |
| cracker                 | (savoury) biscuit   | (salziger) Keks   |
| diaper                  | nappy               | Windel            |
| drugstore/pharmacy      | chemist’s shop      | Apotheke          |
| gas(oline)              | petrol              | Benzin            |
| (pedestrian) underpass  | subway              | Unterführung      |
| sidewalk                | pavement            | Bürgersteig       |
| suspenders              | braces              | Hosenträger       |
| faucet                  | tap                 | Wasserhahn        |
| trailer/camper          | caravan             | Wohnwagen         |
| truck                   | lorry               | Lkw               |
| windshield              | windscreen          | Windschutzscheibe |

Die Eigenheiten im Wortschatz des amerikanischen Englisch sind auf verschiedene Ursachen zurückzuführen:
- Bewahrung von älteren Formen, die im britischen Englisch verschwunden sind oder nur noch in Dialekten existieren wie fall (dt. 'Herbst', BE autumn)
- Verwendung von Wörtern, die aus Dialekten oder Soziolekten des britischen Englisch stammen und nicht im britischen Standardenglisch verwendet werden wie etwa candy (dt. 'Süßigkeiten', BE sweets)
- Verwendungen von Entlehnungen aus anderen Sprachen, z. B. cookie ('(süßer) Keks') aus dem Niederländischen

Der Wortschatz des amerikanischen Englisch enthält eine Reihe von Entlehnungen aus anderen Sprachen, wie etwa aus verschiedenen Sprachen der amerikanischen Ureinwohner sowie aus den Sprachen der verschiedenen Einwanderergruppen. Dazu zählen z. B. potlach (dt. 'wilde Party') oder moccasin, tomahawk und wigwam, die allerdings inzwischen auch in anderen englischen Sprachvarianten eingegangen ist und nicht mehr ausschließlich typisch für das amerikanische Englisch sind. Beispiele für Entlehnungen aus europäischen Sprachen sind arroyo ('Bach') aus dem Spanischen, bureau ('Kommode') aus dem Französischen und fest ('Festival'), auch in Bildungen wie filmfest, aus dem Deutschen.

## Orthografische Unterschiede zum britischen Englisch
Die folgende Auflistung gibt einen Überblick über Veränderungen, die Noah Websters Rechtschreibreform aus dem Jahre 1806 für die Rechtschreibung des heutigen amerikanischen Englisch zur Folge hatte. Die wichtigsten Unterschiede zum britischen Englisch sind:
- die Anpassung der Schreibung von Wörtern französischen oder lateinischen Ursprungs an ihre Aussprache: Wörter, die im britischen Englisch auf -re oder -our enden (wie bspw. centre oder colour), erhalten im Amerikanischen die Endungen -er bzw. -or (daher center und color). Zudem wird das Substantiv catalogue in den USA meist catalog und programme immer program geschrieben, aber einige Wörter, für die Webster dieselben Reformen vorgeschlagen hat, werden weiterhin meistens traditionell geschrieben, z. B. dialogue, dessen seltene reformierte Schreibung dialog in amerikanischen Wörterbüchern als Variante oder gar nicht erwähnt wird.[35][36][37]
- die unterschiedliche Verwendung der Endungen -ce und -se: Zum einen wird im amerikanischen Englisch für Wörter wie offense oder defense im Gegensatz zum britischen die Endung -se statt -ce gebraucht. Zum anderen entfällt die ansonsten übliche Unterscheidung zwischen dem auf -ce endenden Substantiv und dem auf -se endenden Verb in Wörtern wie practice und license, solange zwischen ihnen kein Unterschied in der Aussprache gemacht wird (also besteht der Unterschied weiterhin zwischen z. B. dem Substantiv advice und dem Verb advise).
- der ausschließliche Gebrauch des Suffixes -ize in Verben, die dies als eigenständige Endung haben (wie (to) organize oder (to) colonize); im Britischen können solche Verben ersatzweise auch mit -ise geschrieben werden.[38] (Wenn diese Buchstabenkombination nicht eine Endung, sondern Teil eines längeren Stamms ist, wie z. B. in advertise, advise, surprise, wird sie auch im Amerikanischen immer mit s geschrieben.)
- die unterschiedliche Verwendung von verdoppelten Konsonanten: Zum einen wird ein Konsonant im amerikanischen Englisch nur verdoppelt, wenn es einem betonten Vokal folgt, und dies wird konsequent auch beim Buchstaben L gemacht, so wie das Britische es nur bei anderen Konsonanten macht; daraus ergibt sich, dass gewisse finite Verbformen, z. B. traveling (statt travelling) und chiseled (statt chiselled), vom britischen Englisch abweichen, während es bei controllable, compelling, offered und referred keinen orthografischen Unterschied gibt. Andererseits werden in Wörtern wie (to) enroll, installment oder skillful im Gegensatz zum britischen Englisch zwei L geschrieben, da es sich um das Hauptteil des Wortes handelt. Im Britischen wird umgekehrt z. B. sowohl das Wort skill als auch das Wort full vereinfacht geschrieben, wenn sie als Hauptteil und Endung des Wortes skilful benutzt werden.
- die Bevorzugung kürzerer und vereinfachender Schreibweisen, die durch Änderung oder Wegfall bestimmter Buchstaben, die für die Aussprache unerheblich sind, erfolgen können; Beispiele hierfür sind mold (statt mould) und judgment (statt judgement) sowie plow und draft für das britische plough bzw. draught. Auch Wörter griechischen oder lateinischen Ursprungs werden häufig vereinfacht; Beispiele hierfür sind encyclopedia (statt encyclopaedia) und maneuver (statt manoeuvre).

Bis zu einem gewissen Grade treffen die Abweichungen auch auf das kanadische Englisch zu.

## Beispiele
- Eine Sprecherin des General American aus Georgia (Alice Walker)
- Sprecher des General American aus Kalifornien (Conrad Anker)

## Forschung
Eine systematische wissenschaftliche Erforschung des amerikanischen Englisch hat ihre Ursprünge Ende des 19. Jahrhunderts, als größeres Interesse an amerikanischen Dialekten entstand. 1889 wurde deshalb die American Dialect Society gegründet. Die erste umfangreiche populärwissenschaftliche Monografie über das amerikanische Englisch war The American Language von H.L. Mencken, das mehrere Auflagen durchlief und 1945 und 1948 durch zwei Supplementbände ergänzt wurde. Die erste umfangreiche wissenschaftliche Publikation zum amerikanischen Englisch ist The English Language in America von George P. Krapp. Ab 1938 erschienen mehrere Wörterbücher des Englischen, darunter A Dictionary of American English on Historical Principles (1938–1944), A Dictionary of Americanisms, on Historical Principles (1951) und The Dictionary of American Regional English (1985–2012). Ein Meilenstein für die Erforschung die Aussprache des amerikanischen Englisch ist der The Atlas of North American English.
Für das amerikanische Englisch liegen wie für andere Varietäten der englischen Sprache große, systematische Sammlungen geschriebener und gesprochener Sprache (Korpora) vor. Als Pionierarbeit in der Korpuslinguistik zählt das Brown University Standard Corpus of Present-Day American English, das in den 1960er Jahren an der Brown University entstanden ist. Ein wichtiges aktuelles Korpus ist der American National Corpus.

### Geschichte
- Henry L. Mencken: The American Language: An Inquiry into the Development of English in the United States. Alfred A. Knopf, New York, 1921.
- John Algeo: The Cambridge History of the English Language VI: English in North America. Cambridge University Press, Cambridge 2001, ISBN 0-521-26479-0.
- Richard W. Bailey: Speaking American: A History of English in the United States. Oxford University Press, Oxford 2012, ISBN 978-0-19-517934-7.

### Allgemeine Beschreibungen
- Julie S. Amberg, Deborah J. Vause: American English: History, Structure, and Usage. Cambridge University Press, Cambridge 2009. ISBN 978-0-521-61788-8.
- Edward Finegan, John R. Rickford: Language in the USA: Themes for the Twenty-first Century. Cambridge University Press, Cambridge 2004. ISBN 978-0-521-77747-6.
- Klaus Hansen, Uwe Carls, Peter Lucko: Die Differenzierung des Englischen in nationale Varianten. Eine Einführung. Erich Schmidt, Berlin 1996, ISBN 3-503-03746-2.
- Edgar W. Schneider (Hrsg.): Varieties of English: The Americas and the Caribbean. Mouton de Gruyter, Berlin/New York 2008, ISBN 978-3-11-019636-8.

### Regionale Variation
- Timothy C. Frazer: Heartland English: Variation and Transition in the American Midwest. University Alabama Press 2005. ISBN 0-8173-5244-9.
- William Labov, Sharon Ash, Charles Boberg: The Atlas of North American English: Phonetics, Phonology and Sound Change. Mouton de Gruyter, 2005. ISBN 978-3-11-016746-7.
- Thomas E. Murray, Beth Lee Simon: Language Variation and Change in the American Midland: A New Look at 'Heartland' English. John Benjamins Publ. Co., 2006. ISBN 978-90-272-4896-1.
- Walt Wolfram, Ben Ward: American Voices – How Dialects Differ from Coast to Coast. Wiley-Blackwell 2005. ISBN 978-1-4051-2109-5.